# Grand Prix Formule 1 van Monaco 1990
De Grand Prix Formule 1 van Monaco 1990 werd gehouden op 27 mei 1990 in Monaco.

## Uitslag
| Positie | Nummer | Rijder             | Team                  | Ronden | Tijd/Opgave         | Startplaats | Punten |
| ------- | ------ | ------------------ | --------------------- | ------ | ------------------- | ----------- | ------ |
| 1       | 27     | Ayrton Senna       | McLaren-Honda         | 78     | 1:52:46.982         | 1           | 9      |
| 2       | 4      | Jean Alesi         | Tyrrell-Ford          | 78     | +1.087              | 3           | 6      |
| 3       | 28     | Gerhard Berger     | McLaren-Honda         | 78     | +2.073              | 5           | 4      |
| 4       | 5      | Thierry Boutsen    | Williams-Renault      | 77     | +1 Lap              | 6           | 3      |
| 5       | 10     | Alex Caffi         | Arrows-Ford           | 76     | +2 Laps             | 22          | 2      |
| 6       | 29     | Éric Bernard       | Larrousse-Lamborghini | 76     | +2 Laps             | 24          | 1      |
| 7       | 35     | Gregor Foitek      | Onyx-Ford             | 72     | Botsing             | 20          |        |
| NF      | 11     | Derek Warwick      | Lotus-Lamborghini     | 66     | Spin                | 13          |        |
| NF      | 2      | Nigel Mansell      | Ferrari               | 63     | Batterij            | 7           |        |
| NF      | 24     | Paolo Barilla      | Minardi-Ford          | 52     | Versnellingsbak     | 19          |        |
| NF      | 36     | Jyrki Järvilehto   | Onyx-Ford             | 52     | Versnellingsbak     | 26          |        |
| NF      | 26     | Philippe Alliot    | Ligier-Ford           | 47     | Versnellingsbak     | 18          |        |
| NF      | 6      | Riccardo Patrese   | Williams-Renault      | 41     | Distributie         | 4           |        |
| NF      | 22     | Andrea de Cesaris  | Dallara-Ford          | 38     | Motor               | 12          |        |
| NF      | 3      | Satoru Nakajima    | Tyrrell-Ford          | 36     | Spin                | 21          |        |
| NF      | 1      | Alain Prost        | Ferrari               | 30     | Batterij            | 2           |        |
| NF      | 19     | Alessandro Nannini | Benetton-Ford         | 20     | Versnellingsbak     | 16          |        |
| NF      | 7      | David Brabham      | Brabham-Judd          | 16     | Transmissie         | 25          |        |
| NF      | 16     | Ivan Capelli       | Leyton House-Judd     | 13     | Remmen              | 23          |        |
| NF      | 25     | Nicola Larini      | Ligier-Ford           | 12     | Differentieel       | 17          |        |
| NF      | 30     | Aguri Suzuki       | Larrousse-Lamborghini | 11     | Stuurproblemen      | 15          |        |
| NF      | 23     | Pierluigi Martini  | Minardi-Ford          | 7      | Elektrisch probleem | 8           |        |
| NF      | 12     | Martin Donnelly    | Lotus-Lamborghini     | 6      | Versnellingsbak     | 11          |        |
| NF      | 8      | Stefano Modena     | Brabham-Judd          | 3      | Transmissie         | 14          |        |
| NF      | 21     | Emanuele Pirro     | Dallara-Ford          | 0      | Motor               | 9           |        |
| DQ      | 20     | Nelson Piquet      | Benetton-Ford         | 34     | Gediskwalificeerd   | 10          |        |
| NQ      | 9      | Michele Alboreto   | Arrows-Ford           |        |                     |             |        |
| NQ      | 14     | Olivier Grouillard | Osella-Ford           |        |                     |             |        |
| NQ      | 15     | Mauricio Gugelmin  | Leyton House-Judd     |        |                     |             |        |
| NQ      | 33     | Roberto Moreno     | EuroBrun-Judd         |        |                     |             |        |
| PQ      | 17     | Gabriele Tarquini  | AGS-Ford              |        |                     |             |        |
| PQ      | 18     | Yannick Dalmas     | AGS-Ford              |        |                     |             |        |
| PQ      | 34     | Claudio Langes     | EuroBrun-Judd         |        |                     |             |        |
| PQ      | 31     | Bertrand Gachot    | Coloni-Ford           |        |                     |             |        |
| PQ      | 39     | Bruno Giacomelli   | Life                  |        |                     |             |        |

## Wetenswaardigheden
- Raceleiders: Ayrton Senna (78 ronden, 1-78)
- Nelson Piquet werd gediskwalificeerd omdat hij geduwd werd bij de start.
- Eerste start: David Brabham
- Eerste punten: Éric Bernard

## Statistieken
| Pole-position | Ayrton Senna | McLaren-Honda | 1:21.314 |
| Snelste ronde | Ayrton Senna | McLaren-Honda | 1:24.268 |

## Noot
- Dit was de driehonderdste Grand Prix-start voor een Belgische coureur.

1929 · 1930 · 1931 · 1932 · 1933 · 1934 · 1935 · 1936 · 1937 · 1948 · 1950 · 1955 · 1956 · 1957 · 1958 · 1959 · 1960 · 1961 · 1962 · 1963 · 1964 · 1965 · 1966 · 1967 · 1968 · 1969 · 1970 · 1971 · 1972 · 1973 · 1974 · 1975 · 1976 · 1977 · 1978 · 1979 · 1980 · 1981 · 1982 · 1983 · 1984 · 1985 · 1986 · 1987 · 1988 · 1989 · 1990 · 1991 · 1992 · 1993 · 1994 · 1995 · 1996 · 1997 · 1998 · 1999 · 2000 · 2001 · 2002 · 2003 · 2004 · 2005 · 2006 · 2007 · 2008 · 2009 · 2010 · 2011 · 2012 · 2013 · 2014 · 2015 · 2016 · 2017 · 2018 · 2019 · 2020 · 2021 · 2022 · 2023 · 2024 · 2025